# 파벨 체코프

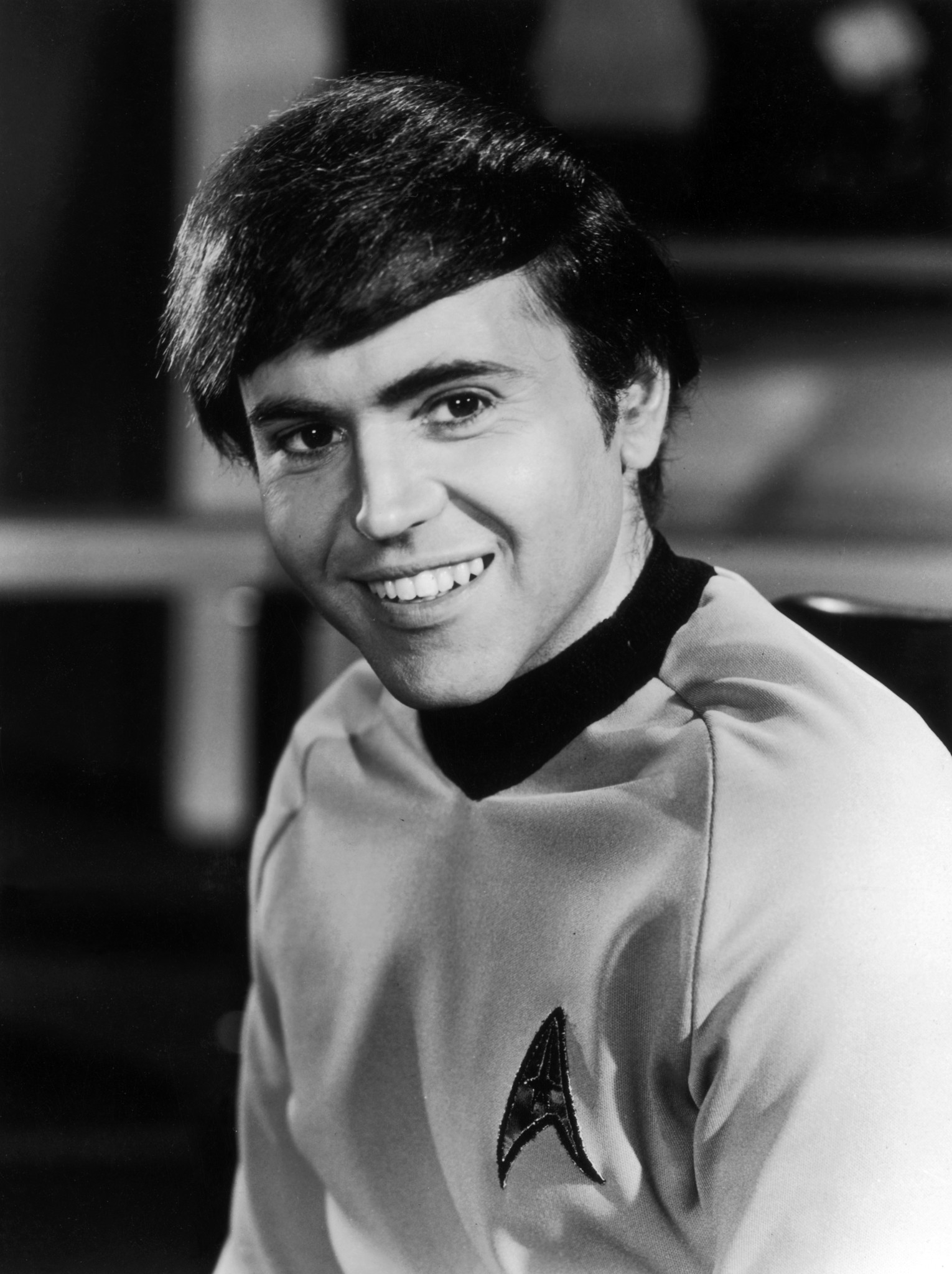

파벨 안드레예비치 체코프(러시아어: Павел Андреевич Чехов 파벨 안드레예비치 체호프[*], 영어: Pavel Andreievich Chekov)는 《스타 트렉 시리즈》의 등장인물이다. USS 엔터프라이즈 호의 네비게이터이다. 《스타 트렉: 디 오리지널 시리즈》에서는 월터 케이니그가, 《스타 트렉: 더 비기닝》과 《스타 트렉 다크니스》에서는 안톤 옐친이 연기를 하였다.